# 有用
| ウィキペディアには「有用」という見出しの百科事典記事はありません（タイトルに「有用」を含むページの一覧/「有用」で始まるページの一覧）。 代わりにウィクショナリーのページ「有用」が役に立つかもしれません。 |